# Сары-Суйское сельское поселение
Сары-Суйское се́льское поселе́ние — муниципальное образование в Шелковском районе Чечни Российской Федерации.
Административный центр — село Сары-Су.

## История
По состоянию на 1 января 1990 года Сары-Суйский сельсовет Шелковского района Чечено-Ингушской АССР включал в свой состав село Сары-Су, посёлок Мирный и аул Кыстрлган. Всего на эту дату на территории сельсовета проживало 2404 человека наличного населения.
Статус и границы сельского поселения установлены Законом Чеченской Республики от 14 июля 2008 года № 42-РЗ «Об образовании муниципального образования Шелковской район и муниципальных образований, входящих в его состав, установлении их границ и наделении их соответствующим статусом муниципального района и сельского поселения».

## Население
| 2010  | 2012  | 2013  | 2014  | 2015  | 2016  | 2017  |
| ----- | ----- | ----- | ----- | ----- | ----- | ----- |
| 2131  | ↘2124 | ↗2200 | ↘2155 | ↘2147 | ↘2143 | ↗2148 |
| 2018  | 2019  | 2020  | 2021  | 2023  | 2024  |       |
| ↘2123 | ↘2069 | ↘2057 | ↘1972 | ↘1953 | ↘1930 |       |

На 1 июля 2008 года население Сары-Суйского сельского поселения составляло, по некоторым данным, 2605 человек на 549 хозяйств (при этом в самом селе Сары-Су было зарегистрировано 454 хозяйства, в посёлке Восход — 40 хозяйств, в посёлке Мирный — 55 хозяйств).

## Состав сельского поселения
| № | Населённый пункт | Тип населённого пункта | Население |
| - | ---------------- | ---------------------- | --------- |
| 1 | Восход           | посёлок                | 206       |
| 2 | Мирный           | посёлок                | ↘226      |
| 3 | Сары-Су          | село                   | ↘1699     |